# Гойя (премия, 2024)
XXXVIII церемония вручения премии «Гойя» (исп. XXXVIII edición de los Premios Goya) — прошедшая кинопремия 10 февраля 2024 года организованная Испанской академией кинематографических искусств и наук в Feria de Valladolid в городе Вальядолид.
 
Номинации были объявлены 30 ноября 2023 года актёром Луисом Тосар и актрисой Анной Кастильо в рамках программы утреннего шоу Mañaneros телеканала La 1. Фильм 20 тысяч разновидностей пчёл лидировал в пятнадцати номинациях, за ним Общество снега с тринадцатью, а фильмы Закройте глаза и Saben aquell с одиннадцатью номинациями.
 

## Количество номинаций и наград за фильм
| Номинации | Фильмы по имени              | Премии |
| --------- | ---------------------------- | ------ |
| 15        | 20 тысяч разновидностей пчёл | 3      |
| 13        | Общество снега               | 12     |
| 11        | Закройте глаза               | 1      |
| 11        | Saben aquell                 | 1      |
| 7         | Просто любовь                | 0      |
| 5         | Учитель, обещавший море      | 0      |
| 5         | Любовь и революция           | 1      |
| 4         | Существо                     | 0      |
| 4         | Chinas                       | 0      |
| 4         | Мечты робота                 | 2      |
| 3         | Границы безумия              | 0      |
| 3         | Расскажи мне кино            | 0      |
| 3         | Долина теней                 | 0      |
| 2         | Родина                       | 0      |
| 2         | Campeonex                    | 0      |
| 1         | Пусть никто не спит          | 1      |
| 1         | Рог                          | 1      |

## Номинанты
Номинанты были объявлены 30 ноября 2023 года:
| Лучший фильм | Лучший режиссёр |
| --- | --- |
| - Общество снега - 20 тысяч разновидностей пчёл - Закройте глаза - Saben aquell - Просто любовь | - Общество снега — Хуан Антонио Байона - Закройте глаза — Виктор Эрисе - Существо — Елена Мартин Гимено - Saben aquell — Давид Труэба - Просто любовь — Изабель Койшет |
| Лучшая мужская роль | Лучшая женская роль |
| - Давид Вердагер — Saben aquell в роли Евгенио - Маноло Соло — Закройте глаза в роли Мигель Гарай - Энрик Окер — Учитель, обещавший море в роли Антони Бенажес - Ховик Кеучкерян — Просто любовь в роли Андреас - Альберто Амман — Границы безумия в роли Диего | - Малена Альтерио — Пусть никто не спит в роли Люсия - Патриция Лопес — 20 тысяч разновидностей пчёл в роли Анна - Мария Васкес — Родина в роли Рамона - Каролина Юсте — Saben aquell в роли Консепсьон-Алькаид - Лаия Коста — Просто любовь в роли Нат |
| Лучшая мужская роль второго плана | Лучшая женская роль второго плана |
| - Хосе Коронадо — Закройте глаза в роли Хулио Аренас / Гардель - Мартксело Рубио — 20 тысяч разновидностей пчёл в роли Горка - Хуан Карлос Вельидо — О чём говорят незнакомцы в роли Роберта - Алекс Брендемюль — Существо в роли Герард - Уго Сильва — Просто любовь в роли Питер | - Ане Габарайн — 20 тысяч разновидностей пчёл в роли Лурдес - Ициар Ласкано — 20 тысяч разновидностей пчёл в роли Лита - Ана Торрент — Закройте глаза в роли Ана Аренас - Луиза Гаваса — Учитель, обещавший море в роли Чаро - Клара Сегура — Существо в роли Дианы |
| Лучший мужской актёрский дебют | Лучший женский актёрский дебют |
| - Матиас Рекальт — Общество снега в роли Роберто Канесса - Омар Банана — Любовь и революция в роли Мигель Акоста Фернандес - Брайан Альбасете — Campeonex в роли самого себя - Ла Дани — Любовь и революция в роли Дани - Хулио Ху Чен — Chinas в роли Ванг | - Джанет Новас — Рог в роли Мария - Синьи Е — Chinas в роли Клаудия - Йеджу Джи — Chinas в роли Шул - Клаудия Малагелада — Существо в роли Мила - Сара Бекер — Расскажи мне кино в роли Мария Маргарита |
| Лучший оригинальный сценарий | Лучший адаптированный сценарий |
| - 20 тысяч разновидностей пчёл — Эстибалис Урресола Солагурен - Закройте глаза — Виктор Эрисе, Мишель Гастамиде - Любовь и революция — Кармен Гарридо, Алехандро Марин - Границы безумия — Алехандро Рохас, Хуан Себастьян Васкес - Una vida no tan simple — Феликс Вискаррет | - Мечты Робота — Пабло Бергер; по мотивам графического романа Robot Dreams автора Сара Варон - Учитель, обещавший море — Альберт Валь; на основе книги El mestre que va prometre el mar автора Франческ Эскрибано - Общество снега — Бернат Вилаплана, Хуан Антонио Байона, Хайме Маркес-Оларреага, Николас Касарьего; на основе книги La sociedad de la nieve автора Пабло Виерчи - Просто любовь — Изабель Койшет, Лаура Ферреро; на основе романа Un amor автора Сара Меса - Saben aquell — Давид Труэба, Альберт Эспиноза; на основе книги Eugenio and Saben aquell que diu автора Жерар Джофра |
| Лучший режиссёрский дебют | Лучший документальный фильм |
| - 20 тысяч разновидностей пчёл — Эстибалис Урресола Солагурен - Las chicas están bien — Ицасо Арана - Родина — Альваро Гаго - Любовь и революция — Алехандро Марин - Границы безумия — Алехандро Рохас, Хуан Себастьян Васкес | - Mientras seas tú, aquí y ahora — Клаудия Пинто Эмперадор, Иван Мартинес-Руфат, Хоана М. Ортуэта, Хорди Лорка, Оскар Бернасер, Пилар Лорка - Caleta Palace — Хосе Антонио Эргета, Летисия Сальваго Сото - Contigo, contigo y sin mi — Амайя Вильяр Наваскес, Карло Д’Урси - Esta ambición desmedida — Антон Альварес, Кристина Тренас, Изабель Утрера Альфаро, Мария Рубио, Патриция Альфаро, Рохелио Гонсалес, Сантос Бакана - Iberia, naturaleza infinita — Артуро Менор Кампильо, Кристина Минор                                                                                                |
| Лучшая продюсерская работа | Лучший монтаж |
| - Общество снега — Маргарита Хьюгет - 20 тысяч разновидностей пчёл — Пабло Видал - Закройте глаза — Мария Хосе Диас - Saben aquell — Эдуард Валлес - Долина теней — Лейре Ауррекучеа, Луис Гутьеррес | - Общество снега — Андрес Джил, Хауме Марти - 20 тысяч разновидностей пчёл — Рауль Баррерас - Закройте глаза — Аскен Марчена - Мама Круз — Фатима де лос Сантос - Мечты Робота — Фернандо Франко |
| Лучшая музыка | Лучшая песня |
| - Общество снега — Майкл Джаккино - Учитель, обещавший море — Наташа Аризу - La paradoja de Antares — Арнау Баталлер - Мечты Робота — Альфонсо де Вильялонга - Saben aquell — Андреа Мотис | - «Yo solo quiero amor» для фильма Любовь и революция — Ригоберта Бандини - «Ecos» для фильма Amigos hasta la muerte — Хоэль Лопес - «Chinas» для фильма Chinas — Марина Херлоп - «El amor de Andrea» для фильма El amor de Andrea — Альваро Б. Бальетто, Давид Гарсия, Гиль Гальван, Хорхе Гонсалес, Хуан Педро Мартин «Пучо», Хуанма Латорре, Валерия Кастро - «La gallinita» для фильма La imatge permanent — Фернандо Морери Хаберман, Серджио Бертран |
| Лучшая операторская работа | Лучшая работа художника |
| - Общество снега — Педро Луке - 20 тысяч разновидностей пчёл — Джина Феррер Гарсия - Закройте глаза — Валентин Альварес - Просто любовь — Бет Рурих - Una noche con Adela — Диего Тренас | - Общество снега — Ален Байне - 20 тысяч разновидностей пчёл — Исаскун Уркиео Алихо - Закройте глаза — Курру Гарабаль - Расскажи мне кино — Карлос Конти - Saben aquell — Марк Поу |
| Лучшие костюмы | Лучший грим |
| - Общество снега — Хулио Суарес - 20 тысяч разновидностей пчёл — Нереа Торрихос - Учитель, обещавший море — Мария Арменголь - Расскажи мне кино — Мерсе Палома - Saben aquell — Лала Уэте | - Общество снега — Ана Лопес-Пучсервер, Белен Лопес-Пучсервер, Монсе Рибе - 20 тысяч разновидностей пчёл — Айноа Эскисабель, Хосе Габарайн - Нежность — Эли Аданес, Хуан Бегара - Saben aquell — Кейтлин Ачесон, Бенхамин Перес, Начо Диас - Долина теней — Сарай Родригес, Ноэ Монтес, Оскар дель Монте |
| Лучший звук | Лучшие спецэффекты |
| - Общество снега — Хорхе Адрадос, Ориоль Тарраго, Марк Ортс - 20 тысяч разновидностей пчёл — Ева Валиньо, Колдо Корелла, Ксанти Сальвадор - Закройте глаза — Иван Марин, Хуан Ферро, Кандела Паленсия - Campeonex — Тамара Аревало, Фабиола Ордойо, Ясмина Прадерас - Saben aquell — Хави Мас, Эдуардо Кастро, Ясмина Прадерас | - Общество снега — Пау Коста, Феликс Берже, Лаура Педро - 20 тысяч разновидностей пчёл — Мариано Гарсиа Марти, Джон Серрано, Дэвид Эрас, Фрэн Бельда, Индира Мартин - Долина теней — Рауль Романильос, Мириам Пикер - La ermita — Энеритц Сапиайн, Иньяки Хиль «Кетсу» - Тин и Тина — Мариано Гарсиа Марти, Джон Серрано, Хуан Вентура, Ампаро Мартинес |
| Лучший мультипликационный фильм | Лучший короткометражный мультипликационный фильм |
| - Мечты Робота — Пабло Бергер, Анхель Дурандес, Ибон Корменсана, Игнаси Эстапе, Сандра Тапиа - Они застрелили пианиста — Фернандо Труба, Хавьер Марискаль, Кристина Уэте - El sueño de la sultana' — Изабель Эргера, Чело Лоурейро, Диего Эргера, Фабиан Дрихорст, Иван Миньямбрес, Мариано Баратек - Как приручить монстров — Анхелес Эрнандес, Давид Матаморос, Лорена Арес - Мумиёшки — Хуан Хесус Гарсия Галоча «Гало», Клебер Беретта, Франсиско Сельма, Хорди Гасуль, Марк Сабе, Педро Солис, Тони Новелла | - To Bird or Not To Bird — Мартин Ромеро, Чело Лоурейро, Иван Миньямбрес - Becarias — Марина Кортон, Марина Дондерис, Нурия Поведа, Иван Мадолель, Летисия Монтальва, Пабло Муньос Нахарро, Висенте Малольс - Todo bien — Диана Асьен Манзорро, Росио Бенавент Мендес - Todo está perdido — Карла Перейра, Хуанфран Хасинто, Альваро Диас, Давид Кастро Гонсалес, Хорхе Акоста - Txotxongiloa — Соня Эстевес |
| Лучший короткометражный документальный фильм | Лучший короткометражный фильм |
| - Ava — Мэйбл Лозано - BLOW! — Неус Баллус, Мириам Порте - El bus — Сандра Рейна, Хайме Фаргас Колл, Валери Дельпьер - Herederas — Сильвия Венегас Венегас, Хуан Антонио Морено Амадор - Una terapia de mierda — Хавьер Поло, Хорхе Акоста, Хуанхо Москардо Риус, Макси Валеро, Натали Мартинес | - Aunque es de noche — Гильермо Гарсиа Лопес, Дэмиен Мегерби, Давид Касас Риеско, Джастин Печберти, Марина Гарсиа Лопес, Пабло де ла Чика - Carta a mi madre para mi hijo — Карла Симон, Мария Самора Морсильо - Cuentas divinas — Эулалия Рамон , Анна Саура - La loca y el feminista — Сандра Гальего, Мария дель Пюй Альварадо, Пенелопа Кристобаль - París 70 — Дани Фейшас, Альба Форн |
| Лучший иностранный фильм на испанском языке | Лучший европейский фильм |
| - Вечная память (Чили) — Мэйти Альберди - Живая душа (Португалия) — Кристэль Алвес Мейра - La Pécera (Пуэрто-Рико) — Глоримар Марреро Санчес - Puan (Аргентина) — Бенджамин Найштат и Мария Альче - Simón (Венесуэла) — Диего Винчентини | - Анатомия падения (Франция) — Жюстин Трие - Солнце моё (Великобритания) — Шарлотта Уэллс - Восемь гор (Италия) — Феликс Ван Грунинген, Шарлотта Вандермерш - Безопасное место (Хорватия) — Юрай Леротич - Учительская (Германия) — Илькер Чатак |
| Премия «Гойя» за заслуги | Международная Премия «Гойя» |
| Хуан Марине Бругера | Сигурни Уивер |